# Andropogon arenarius
Andropogon arenarius är en gräsart som beskrevs av Eduard Hackel. Andropogon arenarius ingår i släktet Andropogon och familjen gräs.
Artens utbredningsområde är Uruguay. Inga underarter finns listade i Catalogue of Life.